# Михайло Вишневецький-Збаразький
Михайло Васильович Вишневецький-Збаразький (1470—1517) —руський князь гербу Корибут, політичний та військовий діяч Великого князівства Литовського, Руського та Жемайтійського, згодом Королівства Польського. Засновник династії Вишневецьких, відгалуження роду Збаразьких.

## Життєпис
Син князя Василя Збаразького, після загибелі якого 1474 р. Михайло тривалий час вирішував питання про розподіл майна. 1482 р. отримав свою спадкову частину батькових земель. Головним місцем свого перебування зробив заснований сіверським князем Дмитром Корибутом у 1395 р. замок на протилежному березі р. Гнізни у м. Вишневець; від цього нащадки Михайла отримали прізвище Вишневецьких. 1490 року Михайло вперше згаданий під цим прізвищем під час судових процесів у м. Крем'янець. Ще 1489 році отримав від короля Казимира IV 21 копу грошей з Володимирського мита за гідну службу. 
Поставив собі найважливішими завданнями розширення маєтностей, боротьбу з нападами татарських загонів. З 1501 до 1507 р. на посаді намісника (старости) Брацлавщини Михайло Вишневецький багато зробив для охорони кордонів українських земель. 1509 року отримав місто Брагін в Київському намісництві пожиттєво.
1512 року М. В. Вишневецький разом із синами Федором, Олександром та Іваном завдав відчутної поразки у битві під Лопушним кримськотатарській орді. На час перебування Костянтина Острозького в московському полоні був призначений старостою у Звенигородці.
Ці звитяги, значний авторитет самого М. В. Вишневецького сприяли посиленню його впливу в українських землях, при королівському дворі, який надавав Михайлу багато земель та зисків (1514 року отримав у тепер вічне володіння містечко Брагін).

## Родина
Перша дружина — (ім'я невідоме) з роду князів Полубенських. Деякі польські джерела вказують, що вона була сестреницею Софії з Рогатина, дружини Радзивілла. Діти:
- Федір
- Іван
- Федора

Друга дружина (ім'я невідоме)
Діти:
- Олександр
- Федько.